# Варварівка (Коростенський район)
Варва́рівка (до 1946 року — Барбарівка) — село в Україні, в Олевській міській територіальній громаді Коростенського району Житомирської області. Кількість населення становить 936 осіб (2001). У 1923—24 та 1938—77 роках — адміністративний центр колишньої однойменної сільської ради.

## Загальна інформація
Розміщене за 3 км від Олевська та 4 км від залізничної станції Олевськ, на річці Уборть.

## Населення
Наприкінці 19 століття в поселенні проживало 290 мешканців, дворів — 45, у 1906 році — 434 жителі, дворів — 71.
Станом на 1923 рік нараховувалося 107 дворів та 516 мешканців.
Станом на 1972 рік кількість населення становила 500 осіб, дворів — 150.
Відповідно до результатів перепису населення СРСР, кількість населення, станом на 12 січня 1989 року, становила 922 особи. Станом на 5 грудня 2001 року, відповідно до перепису населення України, кількість мешканців села становила 936 осіб.

### Мова
Розподіл населення за рідною мовою за даними перепису 2001 року:
| Мова       | Кількість | Відсоток |
| ---------- | --------- | -------- |
| українська | 929       | 99.25%   |
| румунська  | 4         | 0.43%    |
| російська  | 2         | 0.21%    |
| білоруська | 1         | 0.11%    |
| Усього     | 936       | 100%     |

## Історія
Засноване у другій половині 18 століття. Наприкінці 19 століття — село Барбарівка (пол. Barbarówka) Олевської волості Овруцького повіту, за 104 версти від Овруча. Лежало на річці Уборть, входило до православної парафії в Олевську, за 3 версти.
У 1906 році — сільце Барбарівка (рос. Барбаровка) Олевської волості (4-го стану) Овруцького повіту Волинської губернії. Відстань до повітового центру, м. Овруч, становила 104 версти, до волосного центру, містечка Олевськ — 5 верст. Найближче поштово-телеграфне відділення розташовувалося у с. Рокитне.
У березні 1921 року, в складі волості, включене до новоствореного Коростенського повіту. У 1923 році увійшло до складу новоствореної Барбарівської сільської ради, яка, 7 березня 1923 року, включена до складу новоутвореного Олевського району Коростенської округи; адміністративний центр ради. Розміщувалося за 2 версти від районного центру, міст. Олевськ.
12 січня 1924 року, відповідно до рішення Волинської ГАТК (протокол № 6/1 «Про зміни в межах округів, районів і сільрад», внаслідок об'єднання сільських рад, село підпорядковане Олевській сільській раді. 20 жовтня 1938 року в селі відновлено Барбарівську сільську раду Олевського району.
Під час організованого радянською владою Голодомору 1932—1933 років померло щонайменше 2 жителі села.
На фронтах німецько-радянської війни воювали 170 селян, з них 58 загинули, 70 нагороджені орденами й медалями. На їх честь на братській могилі встановлено обеліск.
7 червня 1946 року, відповідно до указу Президії Верховної ради Української РСР «Про збереження історичних найменувань та уточнення і впорядкування існуючих назв сільрад і населених пунктів Житомирської області», село отримало назву Варварівка, сільську раду перейменовано на Варварівську.
В радянські часи в селі розміщувалася рільнича бригада колгоспу з центральною садибою у Рудні-Бистрі. Вирощували жито, пшеницю, льон, картоплю, розвивали м'ясо-молочне тваринництво. Діяв завод з виробництва цегли.
В селі були восьмирічна школа, клуб, дві бібліотеки, медичний пункт, крамниця.
26 листопада 1977 року, відповідно до рішення Житомирського облвиконкому № 499 «Про перенесення центрів та перейменування деяких сільрад районів області», адміністративний центр Варварівської сільської ради перенесено до с. Рудня-Бистра з перейменуванням ради на Руднє-Бистрянську.
11 серпня 2016 року село увійшло до складу Олевської міської територіальної громади Олевського району Житомирської області. Від 19 липня 2020 року, разом з громадою, в складі новоствореного Коростенського району Житомирської області.